# Kırcaoğlu, Kumlu
Kırcaoğlu là một xã thuộc huyện Kumlu, tỉnh Hatay, Thổ Nhĩ Kỳ. Dân số thời điểm năm 2011 là 607 người.